# 治警事件

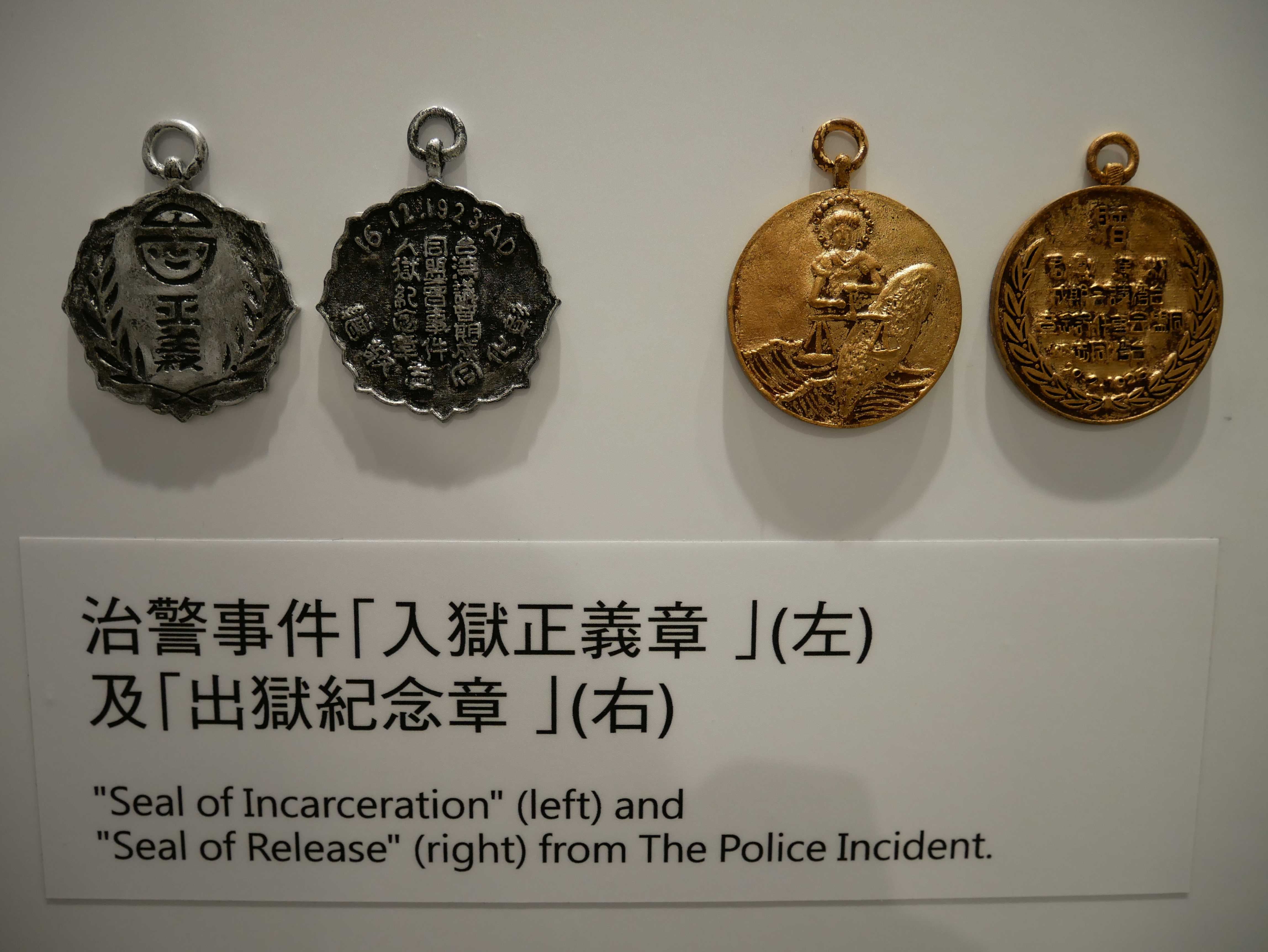
治警事件入獄正義章與出獄紀念章

治警事件是台灣日治時期的一宗臺灣總督府為壓制政治運動所執行的事件，發生於大正12年（1923年）12月16日，歷史上稱為治安警察法違反檢舉事件（Tī-an Kéng-chhat-hoat Ûi-hóan Kiám-kí Sū-kiāⁿ），或稱治警事件或治警法違反事件；又因為與臺灣議會設置請願運動有關，稱為臺灣議會事件。

## 經過
第二次台灣議會設置請願運動之後，蔣渭水等人深感結社的重要，遂於請願運動進行到第三次時，組織臺灣議會期成同盟會。大正12年（1923年）1月30日，在台的蔣渭水、蔡培火等人向台北州北警察署提出成立臺灣議會期成同盟會的結社組織屆，但是，2月2日結社時旋即遭到禁止，因此，活動就移到東京，2月21日臺灣議會期成同盟會在東京重新成立。
然而在台灣與日本內地已同時施行《治安警察法》，以作為管制政治集會結社的手段，於是台灣總督府檢舉臺灣議會期成同盟會會員，12月16日在總督府警務局的主導下，以違反《治安警察法》第8條第2項為由，全台除花蓮、臺東、澎湖外，同日同時展開大檢舉，結果逮捕41人、傳訊58人，共有99人涉案，其中有18人遭受起訴。

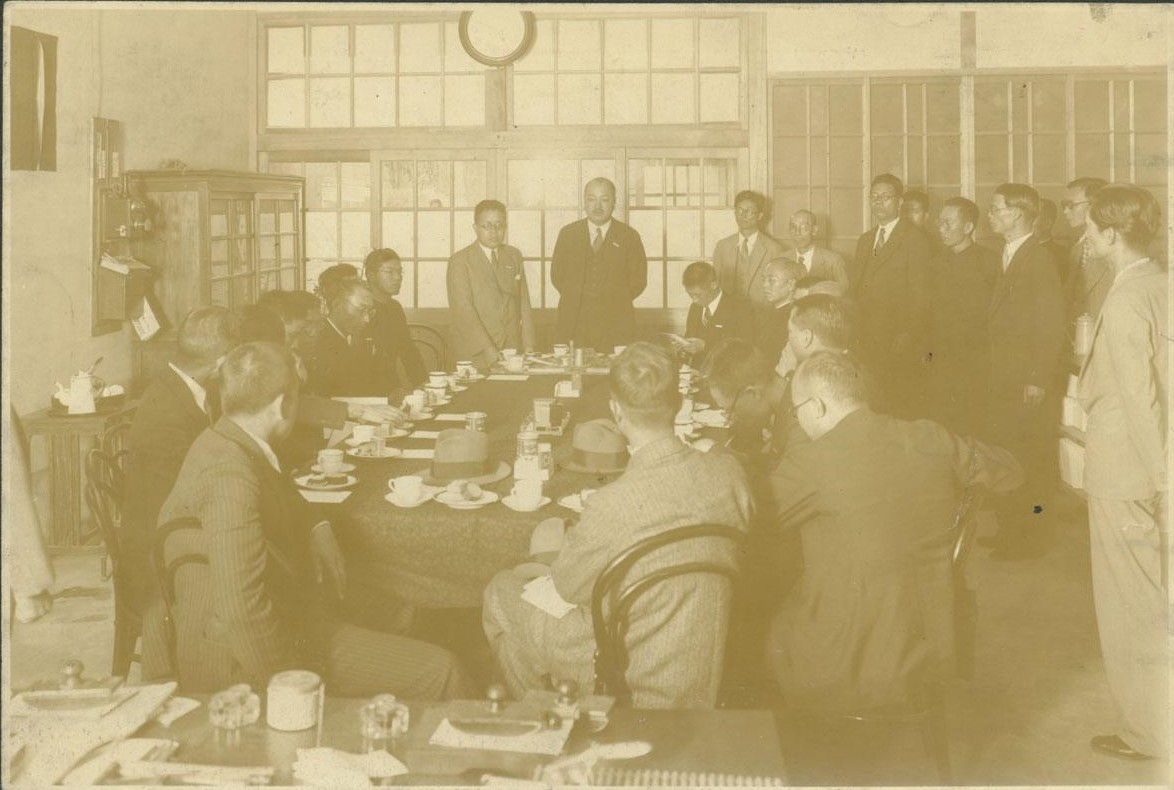
「治警事件」第五次審判開庭前後，日本貴族院議員渡邊暢（中立者）與議會請願運動幹部會談；後方立者左三為葉榮鐘。

大正13年（1924年），台灣地方法院法官堀田真猿在一審時判決被告全數無罪。然而檢察官三好一八不服提出上訴，10月29日二審，蔣渭水等13人被台北地方法院法官伴野喜四郎判決有罪，被告隨即提出上訴。大正14年（1925年）2月20日三審定讞，法官相原祐彌維持二審宣判。最後蔣渭水、蔡培火被判四個月徒刑；包含台灣議會期成同盟會及上海台灣青年會等等組織成員蔡惠如、林呈祿、石煥長、林幼春、陳逢源被判三個月徒刑；林篤勳、林伯廷、蔡年亨、石錫勳、鄭松筠、蔡式穀等共六人被判罰金100圓；無罪者則有吳海水、韓石泉、吳清波、王敏川與蔡先於。

## 影響
由於本事件發生時機在敏感的西來庵事件之後，而總督府在治警事件中行動規模之大，事後又封鎖消息，導致全島一時人心惶惶，連帶使第四次台灣議會設置請願運動連署人數大為降低，僅71人簽署請願書。在此環境下，《台灣日日新報》、《台灣新聞》、《台南新報》三大報也沉默以對。然而該事件也激起了請願者的雄心，到了昭和元年（1926年）進行第七次台灣議會設置請願運動時，參與的人數已近2000人，幾乎為第一次請願的10倍。同時12月16日也被稱為「民眾運動紀念日」，而許多入獄者在獄中所創造的詩文也被甫創刊的《台灣民報》加以刊登。該事件中的首要受害者蔣渭水也稱之為「台灣大狩獵」（猪狩）。